# He Wasn't
He Wasn't este cel de-al patrulea disc single extras de pe albumul Under My Skin, al cântăreței de origine canadiană Avril Lavigne. Cântecul a fost lansat în martie 2005; deși a beneficiat de promvoare adiacentă, piesa nu s-au bucurat de succesul scontat.

## Informații
He Wasn't este cel de-al cincelea single extras de pe albumul Under My Skin. Acesta nu a fost promovat în S.U.A., unde Fall to Pieces i-a luat locul. În Japonia melodia a fost lansată ca și cel de-al treilea single în luna iunie a anului 2004. Pentru producerea sa Avril Lavigne a contribuit cu Chantal Kreviazuk, creând o melodie perfect încadrabilă în genul Punk pop. Melodia a fost criticată pentru sensul versurilor sale, dar aclamată pentru complexitatea sa din punct de vedere instrumental..
Singleul a avut un succes moderat în țările anglofone, unde a reușit să câștige poziții în top 30, dar nu a reușit mari performanțe, cu excepția Braziliei, unde melodia a devenit un hit.
He Wasn't vorbește despre o relație nereușită dintre Avril Lavigne și un băiat. Ritmul melodiei este alert și încearcă să întărească ideea că în prima parte a relației celor doi el o făcea să se simtă specială dar cu trecerea timpului Lavigne se simte singură și plictisită. Artista folosește fraze precum: „There's not much going on today” („Nu se vor întâmpla prea multe astăzi”) pentru a-și demonstra sentimentele.

## Videoclip
În videoclipul fimat pentru acest single, Lavigne este surprinsă cântând alături de formația sa într-o cameră complet goală. Ea poate fi văzută purtând coarne roșii sau fiind îmbrăcată în zână, reușind să dea un aer ironic videoclipului. Ea dansează foarte energic pe parcursul clipului, punându-și astfel amprenta pe el, iar producătorii acestuia, fiind fimați și ei, par a fi șocați de gesturile artistei.